# PlayStation 3
PlayStation 3 (PS3) ime je za igraću konzolu sedme generacije koju je proizvela japanska tvrtka Sony i treća je kućna konzola u obitelji PlayStation. Prve ("Fat") konzole s kapacitetom od 60 GB i 20 GB su podržavale većinu igara s Playstation 2 i Playstation konzola. Konzola je bila službeno dostupna u svim većim svjetskim regijama do 2017.

## Središnji procesor
Središnji procesor, poznatiji kao Cell, proizvod je zajedničkog rada Sonyja, Toshibe i IBM-a. Sastoji se od 8 operativnih jezgara na frekvenciji od 3,2 GHz, dok 65-nanometarski proizvodni proces vodi do još višeg radnog takta. Smatra se da je upravo centralni procesor razlog konzoline hardverske premoći nad ostalim konkurentskim konzolama (Xbox 360 i Wii).
Cell ima jednu jezgru izrađenu na bazi PowerPC arhitekture naziva Power Processing Element tj. PPE, i sedam RISC jezgara naziva Synergistic Processing Element tj. SPE, 6 od 7 SPE jezgara je dostupno za rad u raznim aplikacijama (igre,filmovi,glazba), dok je sedmo rezervirano za koordiniranje rada samog operativnog sustava konzole.

## Grafički podsklop
Grafički čip, naziva NVIDIA RSX, je zasnovan na NVIDIA NV47 arhitekturi, radi na frekvenciji od 550 MHz, a dodijeljeno mu je 256 MB GDDR3 memorije.

## Blu-ray
Kao glavni optički medij, konzola koristi Blu-ray disk koji na jednom sloju ima kapacitet od 25 GB, a na dva sloja kapacitet od 50 GB. Koristi plavi laser, po kojem i dobiva naziv.

## PlayStation Network
Kao pandan Microsoftovom Xbox Live servisu, Sony je uspostavio PlayStation Network, koji je od 2010. godine dostupan i u Hrvatskoj. Ovaj servis je besplatan samo na PS3, dok se na ostalim PlayStation konzolama plaća. PSN omogućava svojim korisnicima multiplayer (igranje putem mreže). Sony je kasnije predstavio PlayStation Plus pretplatu. Ta pretplata je korisnicima PS3 konzole dala razne pogodnosti (npr. svaki mjesec korisnik je dobio nekoliko besplatnih igara u digitalnom obliku). Na drugim PlayStation konzolama ova pretplata je jedini način na koji korisnici mogu pristupiti multiplayer komponenti svojih igara.

## Multimedija
Konzola podržava razlučivosti video signala od 480i do 1080p, kao i HDMI izlaz verzije 1.3. Podržan je 7.1 kanalni zvuk kao i Dolby True HD.
- Pored Blu-Ray diskova, konzola čita i DVD i CD diskove
- U konzolu je ugrađen tvrdi disk veličine 2.5 inča (veličine variraju), no lako ga je zamijeniti vlastitim (ako je iste veličine)
- Modeli konzole s ugrađenim tvrdim diskom veličina 40,60 i 80 GB imaju i čitač SD memorijskih kartica
- PS3 ima jedan Ethernet port, dva USB 2.0 porta (60 GB modeli imaju četiri), Bluetooth podršku i podršku za bežični internet

## Ukupne performanse sustava konzole
Sustav (Cell+GPU) ima teoretski maksimum od oko 2 teraflopa (TFLOP). Usporedbe radi Xbox 360 ima oko 1 teraflop, što znači da je maksimalna teoretska hardverska moć dva puta veća od najbližeg konkurenta (bar po hardverskim specifikacijama) u sedmoj generaciji konzola. No taj sustav je bio kompliciran za programere pa u nekim slučajevima igre koje su na oba sustava (npr. Call of Duty) imaju bolje performanse na Xbox 360 (npr. Bayonetta).

## Emulacija starih igara
Ranije serije PlayStation 3 bile su kompatibilne s većinom PlayStation i PlayStation 2 naslova, preko softverske imitacije (emulacije) hardvera PlayStation 2 konzole.
Prve serije konzole PS3 namijenjene za Japan i Ameriku imale su u sebi ugrađen i CPU i GPU PlayStationa 2, tako da potrebe za softverskom emulacijom nije bilo, ali kako bi se troškovi proizvodnje konzole umanjili, iz europske verzije su izbačeni PS2 procesori i instaliran je softver zadužen za imitaciju.

## Ažuriranje sustavskog softvera
Sony je dodao mogućnost ažuriranja operativnog sustava preko tzv. firmware-a.
- Trenutna verzija firmware-a nosi oznaku 4.91
- Neophodnost ažuriranja operativnog sustava je velika jer svaki novi firmware proširuje mogućnosti konzole, ispravlja eventualne pogreške, a najnovije igre neće raditi ako konzola nema instaliranu najnoviju verziju firmwarea (zato relativno često ažuriranja dolaze na istom disku kao i igra koja traži prisustvo istog kako bi se učitala). Aktualni firmware se može izravno instalirati na konzolu s PlayStation Networka ili preuzeti sa službene stranice[1] na računalo, pa ga potom preko prijenosne memorije instalirati na konzolu.

## Dodaci

#### PlayStation Move
U sedmoj generaciji kućnih konzola najuspješniji je bio Wii, pa su Sony i Microsoft razvili svoje uređaje za pratnju pokreta. Sony je za PlayStation 3 razvio PlayStation Move i izbacio ga na tržište u rujnu 2010. Sonyeva tehnologija je identična Nintendovoj po tome što oboje koriste upravljač (Microsoftov Kinect radi bez upravljača). PlayStation Eye je web kamera koja prati pokret upravljača i pretvara ga u pokret u igri. Sony i dan danas koristi ovu tehnologiju s PlayStation VR-om za PlayStation 4.
| Dodatak                     | Slika | Dodatak | Slika |
| --------------------------- | ----- | ------- | ----- |
| Bežična tipkovnica          |       | Gitare  |       |
| Blu-ray daljinski upravljač |       | PS Move |       |

## Vanjske poveznice
- Službena PlayStation web stranica